# Harry Potter și Camera Secretelor
Harry Potter și Camera Secretelor este a doua carte din seria Harry Potter, scrisă de J. K. Rowling.

## Rezumat
Harry Potter are o vară destul de agitată: primește avertismente de la un elf de casă Dobby, are o zi de naștere neplăcută și fuge de acasă cu mașina zburătoare a lui Ron Weasley .
La Hogwarts începe un nou an școlar, iar Harry aude niște șoapte ciudate pe coridoarele goale. Au loc atacuri misterioase, previziunile lui Dobby par să se adeverească. În școală lucrurile o iau razna, copiii din familiile de Încuiați (porecliți Sânge-mâl) încep să fie împietriți de o fiară misterioasă. Harry, Ron și Hermione află că fiara este un basilisc, un șarpe care te ucide doar uitându-se în ochii tăi. Harry caută multe indicii și reușește să deschidă Camera Secretelor folosind reptomita (limba șerpilor) și găsește sălașul basiliscului, unde îl întâlnește pe Tom Riddle și pe sora mai mică a lui Ron, Ginny. Află că Riddle o folosise pe Ginny prin  jurnalul acesteia, astfel încât să poată reveni la forma umană, el fiind în realitate Lordul Cap-de-Mort (Voldemort), acel răufăcător de care toți se tem. Până la urmă, cu ajutorul Jobenului și a lui Fawkes (pasărea Phoenix al lui Dumbledore) Harry învinge basiliscul și îl distruge pe Tom astfel salvând-o pe Ginny. La sfârșitul anului, Potter se întoarce în casa unchilor săi și îndură multe răutăți în timpul vacanței.

## Personaje
- Harry Potter
- Hermione Granger
- Ron Weasley
- Dobby
- Petunia Dursley
- Vernon Dursley
- Dudley Dursley
- Albus Dumbledore
- Severus Snape (Plesneală)
- Rubeus Hagrid
- Lord Voldemort, Tom Riddle
- Minerva McGonagall
- Neville Longbottom
- Fred Weasley
- George Weasley
- Percy Weasley
- Ginny Weasley
- Colin Creevey
- Filius Flitwick
- Gilderoy Lockhart
- Lucius Malfoy
- Seamus Finnigan
- Madam Pomfrey
- Profesoara Lăstar